# The House of Blue Light
The House of Blue Light – wydany w 1987 roku dwunasty studyjny album brytyjskiej grupy Deep Purple, zarazem drugi po reaktywacji zespołu.

## Lista utworów
Wszystkie, z wyjątkiem opisanych skomponowali Ritchie Blackmore, Ian Gillan i Roger Glover.
| 1.  | "Bad Attitude" (Blackmore, Gillan, Glover, Jon Lord)       | 4:43  |
|     |                                                            |       |
| 2.  | "The Unwritten Law" (Blackmore, Gillan, Glover, Ian Paice) | 4:34  |
|     |                                                            |       |
| 3.  | "Call of the Wild" (Gillan, Blackmore, Glover, Lord)       | 4:50  |
|     |                                                            |       |
| 4.  | "Mad Dog"                                                  | 4:29  |
|     |                                                            |       |
| 5.  | "Black and White" (Blackmore, Gillan, Glover, Lord)        | 3:39  |
|     |                                                            |       |
| 6.  | "Hard Lovin' Woman"                                        | 3:24  |
|     |                                                            |       |
| 7.  | "The Spanish Archer"                                       | 4:56  |
|     |                                                            |       |
| 8.  | "Strangeways"                                              | 5:56  |
|     |                                                            |       |
| 9.  | "Mitzi Dupree"                                             | 5:03  |
|     |                                                            |       |
| 10. | "Dead or Alive"                                            | 4:42  |
|     |                                                            |       |
|     |                                                            | 46:16 |
|     |                                                            |       |

## Skład zespołu
- Ian Gillan – śpiew
- Ritchie Blackmore – gitara elektryczna
- Roger Glover – gitara basowa
- Ian Paice – perkusja
- Jon Lord – instrumenty klawiszowe